# حملة غهاي الشرقية
حملة غهاي الشرقية (بالكورية: 기해 동정) وتعرف في اليابان باسم غزوة أوي (باليابانية: 応永の外寇) هي حملة من مملكة جوسون ضد قراصنة جزيرة تسوشيما والتي تقع في مضيق تسوشيما ضمن مضيق كوريا بين شبه الجزيرة الكورية وجزيرة كيوشو اليابانية. انتهت الغزوة بتوقيع معاهدة غهاي.
الاسم الياباني للحملة مأخوذ من عصر أوي (من 1394 إلى 1428) وهو اسم تلك الفترة (نينغو) في نظام التقويم الياباني المستخدم آنذاك. الاسم الكوري للحملة مشتق من اسم الدورة الصينية لنظام التقويم المستخدم آنذاك في جوسون. في كلا التقويمين يشير الاسمان إلى سنة 1419 في التقويم الميلادي.